# Panias
Panias of Panion was in de oudheid de naam van een van de bronnen van de Jordaan en van de nabijgelegen stad. De stad werd in de eerste eeuw Caesarea Filippi genoemd. Tegenwoordig heten zowel de bron als de nabijgelegen plaats Banias (ook wel gespeld als Banyas). Beiden bevinden zich aan de voet van de Hermonberg op de door Israël geannexeerde Golanhoogten.

## Heiligdom uit de hellenistische periode
Bij de plaats waar de bron Panias ontspringt, ligt een grot. Hier werd rond de 3e eeuw v.Chr. een heiligdom ingericht voor de Griekse god Pan. Het is dit heiligdom waaraan de naam van de plaats in de hellenistische periode ontleend is. Vermoedelijk is de plaats van het heiligdom eerder in gebruik geweest als heiligdom voor de Kanaänitische vruchtbaarheidsgod Baäl. Wellicht is de plaats dezelfde als Baäl-Hermon/Baäl-Gad in de Hebreeuwse Bijbel.
Panias was strategisch gelegen. Dat blijkt hieruit dat de Seleucidische koning Antiochus III de Grote Panias koos als strijdtoneel voor een veldslag tegen de Ptolemaeën (plm. 198 v.Chr.).

## Herodiaanse periode

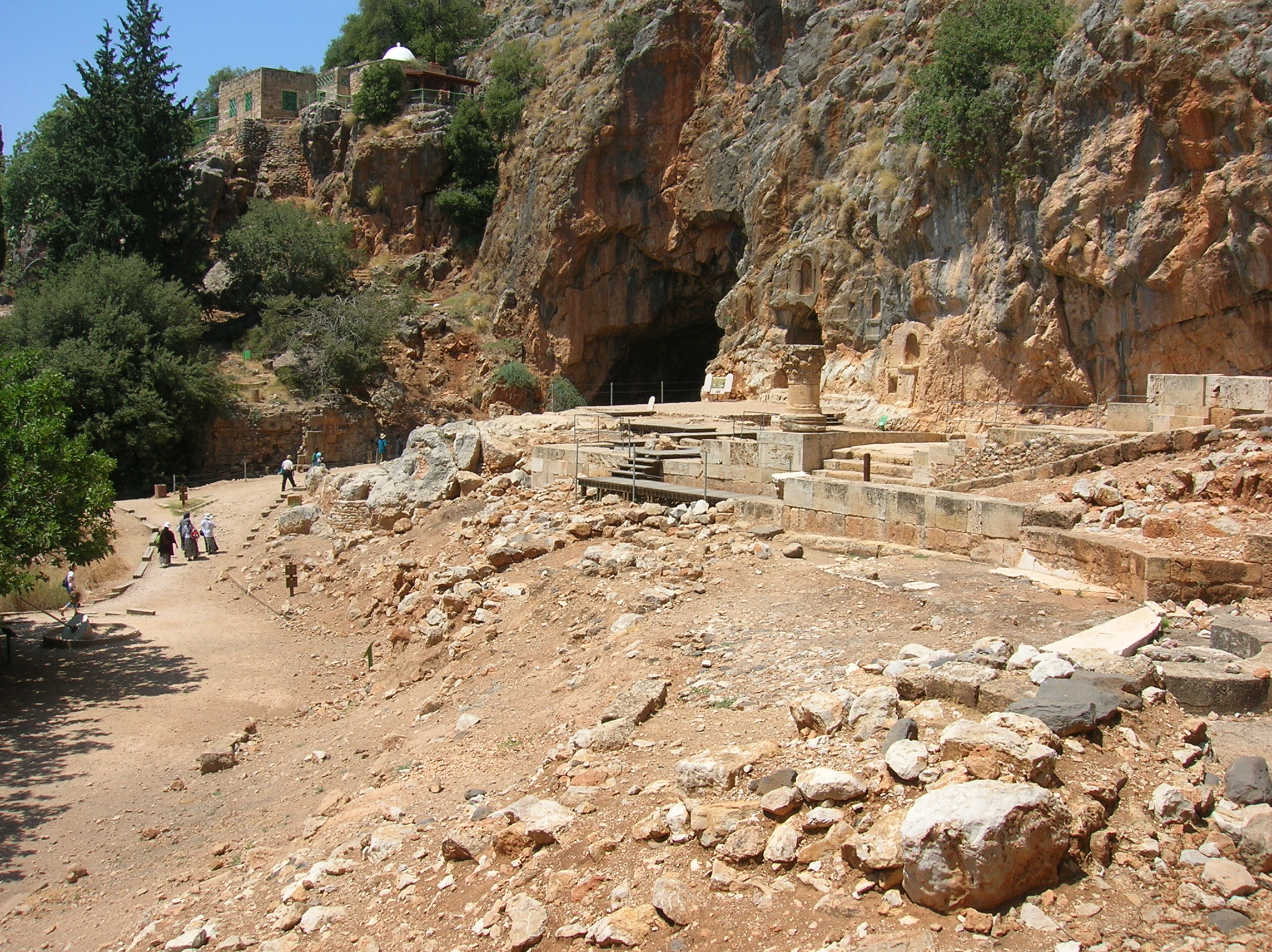
Tempel van Pan

In plm. 20 v.Chr. kwam het gebied waar ook de bron Panias lag onder heerschappij van Herodes de Grote. Hij bouwde bij de grot waar eerder het heiligdom voor Pan in gebruik was een tempel voor keizer Augustus. Ergens in de eerste eeuw werd naast de tempel voor Augustus een tweede tempel gebouwd, gewijd aan Pan en de Nymfen.
Na de dood van Herodes de Grote (4 v.Chr.) werd Filippus tetrarch over het gebied waar Panias lag. Hij stichtte bij de bron een stad die hij Caesarea noemde, als eerbetoon aan keizer Augustus (2 v.Chr.). Om het te onderscheiden van de vele andere plaatsen met de naam Caesarea stond de stad in de oudheid bekend onder de naam Caesarea Filippi. Filippus maakte Caesarea Filippi de hoofdstad van zijn rijk.
Filippus bouwde de stad op het plateau dat iets hoger gelegen was dan de bron. Bij opgravingen is onder meer de hoofdstraat teruggevonden. Ook is een aquaduct aangetroffen, dat de hoger gelegen delen van de stad van water voorzag.

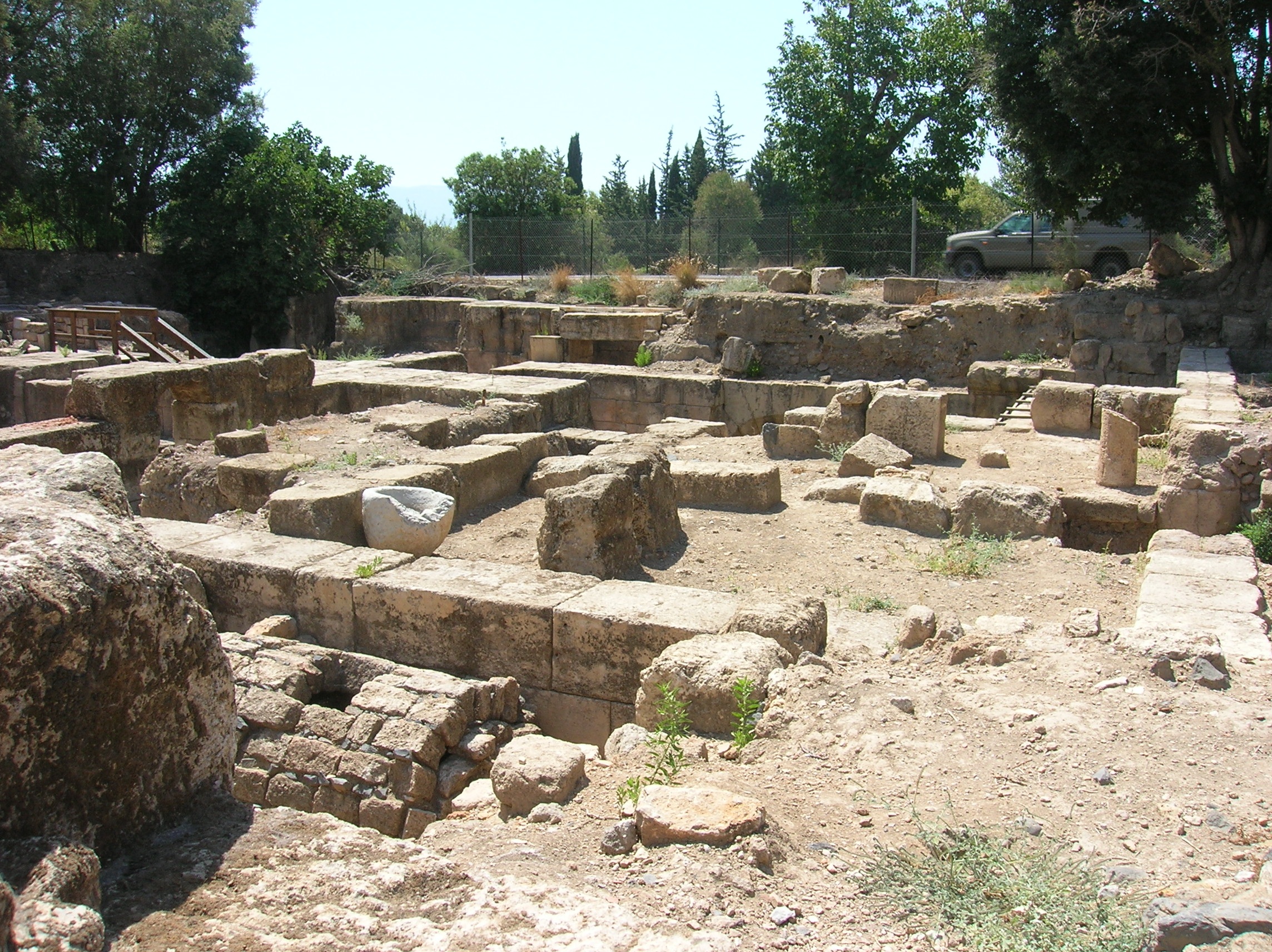
Paleis van Herodes Agrippa II

De latere Herodiaanse koning Herodes Agrippa II verfraaide de stad nog verder. Hij gaf de stad de naam Neronias, als eerbetoon aan keizer Nero, maar na Nero's dood werd opnieuw de naam Caesarea Filippi gebruikt. Agrippa zag de stad eveneens als de hoofdstad van zijn rijk. Bij opgravingen bij in Caesarea Filippi is het paleis van Herodes Agrippa II teruggevonden. Het moet een mooi paleis geweest zijn, dat bestond uit twee verdiepingen, verfraaid met boogconstructies. De ruimten waar Agrippa en zijn familie leefden, lagen op de tweede verdieping. Op de begane grond waren ruimten met representatieve functies (eetzalen, ontvangstruimten, een basilica waar rechtspraak plaatsvond, etc.). Hier waren ook imposante galerijen en binnenplaatsen met fonteinen aangelegd. Diverse mozaïekvloeren zijn teruggevonden, waaronder mozaïeken van kostbaar gekleurd glas. Verder is bij de bouw veel marmer gebruikt. Na Agrippa's dood werd het complex omgebouwd tot een openbaar badhuis.
Tijdens de Joodse Opstand legerde Vespasianus zijn troepen bij Caesarea Filippi. Na de val van Jeruzalem (70 na Chr.) organiseerde Herodes Agrippa II in de stad spelen ter ere van Titus, die werden opgeluisterd door enkele Joodse krijgsgevangenen tegen elkaar of tegen wilde beesten te laten vechten. Titus was bij de feestelijkheden ter ere van zijn overwinning aanwezig.

## Latere geschiedenis
Rond 100 na Chr. werd, ter gelegenheid van het 100-jarig bestaan van Caesarea Filippi een nieuwe tempel gebouwd, naast de tempels van Augustus en die van Pan. Deze tempel was gewijd aan Zeus Heliopolitanus.
In de tweede en derde eeuw was het aanzien van de door Filippus gebouwde stad aanmerkelijk minder dan in de Herodiaanse periode. De stad werd nu gewoonlijk Caesarea Paneados genoemd. De stad was in die tijd een belangrijk christelijk centrum, met een eigen bisschopszetel.
In de 7e eeuw veroverden de Arabieren het Midden-Oosten. Zij gaven de stad de naam Banyas. De stad bleef in Arabische handen tot de tijd van de kruistochten, toen kruisvaarders de stad innamen en deze versterkten. Nur ad-Din van Damascus maakte in 1164 een einde aan de hegemonie van de kruisvaarders. Om te voorkomen dat de stad opnieuw door kruisvaarders tot een bolwerk gemaakt zou worden, werden aan het begin van de twaalfde eeuw de fortificaties verwoest.

## Het tegenwoordige Banias

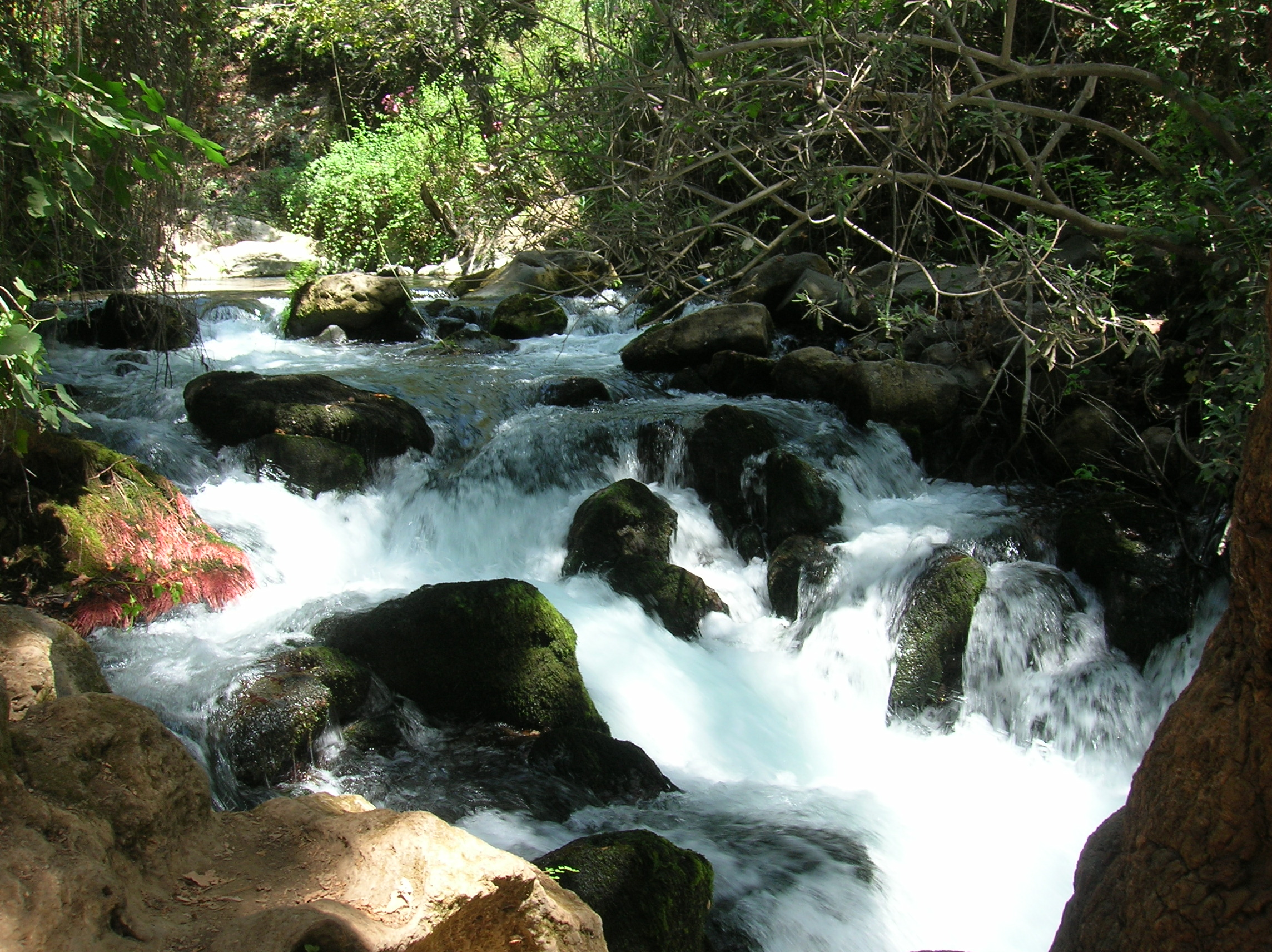
Stroom bij Banias in het Hermon National Park

Tot de Israëlische bezetting in 1967 lag op de plaats van de oude stad een Arabisch dorp met de naam Banyas. De druzen hebben een heilige plaats op de helling van de berg Hermon bij Banias.
Sinds 1988 worden er bij Banias opgravingen verricht, zowel naar de bron als naar het stadje. De bron en de tempels bij de bron zijn te bezichtigen in het Hermon National Park (Banias). Het gebied is een beschermd natuurgebied.
Ook in de moderne tijd heeft Banias strategische waarde. Dit bleek tijdens de Zesdaagse Oorlog, toen Syrië de waterloop van de stroom uit de bron van Banias omlegde om zo Israël onder druk te zetten.

## Nieuwe Testament
In het Nieuwe Testament wordt Caesarea Filippi genoemd als de plaats waar Petrus zijn geloofsbelijdenis uitsprak aangaande de persoon van Jezus Christus.